# The Highlanders
A The Highlanders a Doctor Who sorozat harmincegyedik része, amit 1966. december 17. és 1967. január 7. között vetítettek négy epizódban. Ez volt az utolsó történelmi epizód a sorozatban a Black Orchid-g. Ebben a részben jelent meg először Frazer Hines mint Jamie McCrimmon, aki a sorozatban volt a legtöbb epizódban megjelent útitárs.

## Történet
Skócia, 1746, a cullodeni csata után (ahol főleg skótokból álló jakobita végső vereséget szenvedett az angol koronákhoz hű erőktől). A Doktort és társait először a skót felföldiek fogják el, de miután tisztázzák magukat, egy angol hadnagy fogságába esnek aki rabszolgának akarja eladni őket Nyugat-Indiába.

### Folytonosság
Az első epizódban a Doktor németül nevezte meg magát ("Doctor von Wer").

## Epizódok listája
| Epizód száma | Bemutató napja     | Hossza | Nézők száma (millió) | Formátum                     |
| ------------ | ------------------ | ------ | -------------------- | ---------------------------- |
| 1            | 1966. december 17. | 24:38  | 6,7                  | Csak képek és/vagy töredékek |
| 2            | 1966. december 24. | 23:41  | 6,8                  | Csak képek és/vagy töredékek |
| 3            | 1966. december 31. | 22:54  | 7,4                  | Csak képek és/vagy töredékek |
| 4            | 1967. január 7.    | 24:19  | 7,3                  | Csak képek és/vagy töredékek |

## Könyvkiadás
A könyvváltozatát 1984. november 15-én adták ki.

## Otthoni kiadás
DVD-n a megmaradt jeleneteket, a Lost in Time dobozban adták ki 2004-n.

### Fordítás
- Ez a szócikk részben vagy egészben  a   The Highlanders című angol Wikipédia-szócikk fordításán alapul.  Az eredeti cikk szerkesztőit annak laptörténete sorolja fel. Ez a jelzés csupán a megfogalmazás eredetét és a szerzői jogokat jelzi, nem szolgál a cikkben szereplő információk forrásmegjelöléseként.